# Cycas changjiangensis
Cycas changjiangensis é uma espécie de cicadófita do género Cycas da família Cycadaceae, nativa de Hainan, na China. Segundo dados de 2010, a população tende a descrescer.